# 岩見護
岩見 護（いわみ まもる、1893年12月5日 - 1958年1月30日）は、浄土真宗の僧、仏教学者。
石川県鳳至郡生まれ。1912年真宗京都中学校卒、大谷大学書記。1923年高倉会館主事。1924年京都府立京都第三中学校教諭。1942年真宗教化研究院長。1944年権大僧都。1946年大谷大学専門部教授。1949年大僧都。1951年大谷大学専任講師。1953年同短期大学部教授。子に岩見宏・神戸大学名誉教授（東洋史）。

## 著書
- 『信と生活』仏教生活叢書 法蔵館 1936
- 『日本諸高僧の面影』法蔵館 法蔵文庫 1938
- 『もののあはれ』一生堂書店 仏教婦人文庫 1939
- 『続・信と生活』仏教生活叢書 法蔵館 1940
- 『日本芸道のこころ』文進堂 1943
- 『講演集』大谷出版協会 教化資料叢書 1945
- 『山河大地』永田文昌堂 1946
- 『駿台雑話詳解』書店ササヤ 1946
- 『我聴く』永田文昌堂 1949
- 『念仏者のおもかげ』永田文昌堂 1951
- 『眞の幸福 自選集』眞宗典籍刊行會 心の生活新書 1952
- 『光に遇う』永田文昌堂 1954
- 『山雲抄』永田文昌堂 1955
- 『赤尾の道宗』永田文昌堂 1956
- 『人生の彼岸』岩見宏編 永田文昌堂 1958
- 『日本芸道と仏教のこころ』永田文昌堂 1958

## 論文
- ＜岩見護